# Adou Thiero
Adou Thiero, né le 8 mai 2004 à Salt Lake City dans l'Utah, est un joueur américain de basket-ball évoluant au poste d'ailier et mesurant 1,99 m.

## Biographie

### NBA
Adou Thiero est sélectionné en trente-sixième position par les Nets de Brooklyn lors de la draft 2025 de la NBA.

## Statistiques

### Universitaires
| Saison    | Équipe   | Matchs | Titul. | Min./m | % Tir | % 3pts | % LF | Rbds/m. | Pass/m. | Int/m. | Ctr/m. | Pts/m. |
| --------- | -------- | ------ | ------ | ------ | ----- | ------ | ---- | ------- | ------- | ------ | ------ | ------ |
| 2022-2023 | Kentucky | 20     | 0      | 9.5    | .345  | .333   | .697 | 1.9     | .4      | .5     | .3     | 2.3    |
| 2023-2024 | Kentucky | 25     | 19     | 21.4   | .492  | .318   | .800 | 5.0     | 1.1     | .7     | 1.1    | 7.2    |
| 2024-2025 | Arkansas | 27     | 26     | 27.5   | .545  | .256   | .686 | 5.8     | 1.9     | 1.6    | .7     | 15.1   |
| Total     | Total    | 72     | 45     | 20.4   | .514  | .284   | .711 | 4.4     | 1.2     | 1.0    | .7     | 8.8    |